# TOSE
TOSE Co., Ltd. (株式会社トーセ Kabushiki-gaisha Tōse?) (TYO: 4728 ) este o companie de dezvoltare de jocuri video bazată în Kyoto, Japonia. Este cel mai bine cunoscută pentru dezvoltarea seriei Game & Watch Gallery de la Nintendo, precum și pentru alte proiecte Nintendo. TOSE a dezvoltat peste 1000 de jocuri de la apariția companiei în 1979, dar este imposibil să se identifice toate, deoarece TOSE nu apare niciodată în creditele jocului. (O excepție ar fi seria Densetsu no Stafy, deoarece TOSE împarte IP-ul cu Nintendo.)  "Întodeauna suntem după perdea," a zis Masa Agarida, Vicepreședinte a diviziei Tose S.U.A. "Politica noastră nu este să urmăm o viziune. În schimb, noi urmăm viziunile clienților noștri. În majoritatea cazurilor noi refuzăm să ne punem numele pe jocuri, nici măcar numele personalului."

## Lista jocurilor cunoscute ca fiind dezvoltate de TOSE

### Lansări
- Bases Loaded — (26 iunie 1987), (NES)
- Bases Loaded II: Second Season — (8 octombrie 1988), (NES)
- Racket Attack — (septembrie 1991), (NES)
- Bases Loaded 3 — (septembrie 1991), (NES)
- Game & Watch Gallery 2 — (noiembrie 1998), (Game Boy Color)
- Dragon Warrior Monsters — (25 septembrie 1998), (Game Boy Color)
- Game & Watch Gallery 3 — (8 aprilie 1999), (Game Boy Color)
- Game & Watch Gallery 4 — (25 octombrie 2002), (Game Boy Advance)
- Shrek: Hassle at the Castle — (10 octombrie 2002), (Game Boy Advance)
- The King of Route 66 — (dezvoltat cu AM R&D Dept.#2), (18 martie 2003), (Playstation 2)
- Tim Burton's The Nightmare Before Christmas: The Pumpkin King — (7 octombrie 2005), (Game Boy Advance)
- Super Princess Peach — (20 octombrie 2005), (Nintendo DS)
- Dragon Quest Heroes: Rocket Slime — (1 decembrie 2005), (Nintendo DS)
- Sega Casino — (15 noiembrie 2005), (Nintendo DS)
- Densetsu no Stafy — (13 aprilie 2006), (Game Boy Advance), (Nintendo DS)
- Avatar: The Last Airbender - (10 octombrie 2006), (Nintendo DS)
- Dragon Quest Monsters: Joker - (28 decembrie 2006), (Nintendo DS)

### Titluri importante portate către TOSE
TOSE a și adaptat jocuri la alte console (porting), mai ales anumite jocuri Squaresoft și Enix de pe NES și de pe SNES.
- Chrono Trigger (PlayStation)
- Final Fantasy Origins & Final Fantasy I & II: Dawn of Souls (portări Final Fantasy I & II respectiv pentru PlayStation și Game Boy Advance)
- Final Fantasy IV (PlayStation, Game Boy Advance)
- Final Fantasy V (PlayStation, Game Boy Advance)
- Final Fantasy VI (PlayStation, Game Boy Advance)
- Valkyrie Profile: Lenneth (PlayStation Portable)